# Schwalbach (Saara)
Schwalbach – miejscowość i gmina w zachodnich Niemczech, w kraju związkowym Saara, w powiecie Saarlouis..